# TB Sheets
TB Sheets est la première compilation de Van Morrison sortie en 1973 par Bang records. L'album contient huit chansons écrites et publiées en 1967 sur le premier album solo de Van Morrison, Blowin' Your Mind! On y trouve aussi des versions alternatives de chansons sorties en 1968 sur l'album Astral Weeks.
Cette compilation a été publiée par Bang Records, sans l'accord et la participation de Van Morrison. Elle ne fait donc pas partie de la discographie officielle de l'artiste
La chanson-titre, T.B. Sheets, fut la plus difficile à enregistrer de la carrière de Van Morrison puisqu'elle relate la fin de vie de sa copine de l'époque, prénommée Julie, qui est décédée de tuberculose, et lorsque la chanson fut enfin terminée, Van s'est isolé du reste de l'équipe du studio et a éclaté en sanglots. Il a aussi annulé le reste de la journée d'enregistrements prévus.

## Liste des chansons
Toutes les chansons sont écrites et composées par Van Morrison Sauf pour T.B. Sheets composée avec John Lee Hooker.
| TB Sheets | TB Sheets                     | TB Sheets | TB Sheets | TB Sheets | TB Sheets | TB Sheets | TB Sheets | TB Sheets | TB Sheets |
| No        | Titre                         | Durée     |           |           |           |           |           |           |           |
| --------- | ----------------------------- | --------- | --------- | --------- | --------- | --------- | --------- | --------- | --------- |
| 1.        | He Ain't Give You None        | 5:07      |           |           |           |           |           |           |           |
| 2.        | Beside You                    | 6:10      |           |           |           |           |           |           |           |
| 3.        | It's All Right                | 5:04      |           |           |           |           |           |           |           |
| 4.        | Madame George                 | 5:22      |           |           |           |           |           |           |           |
| 5.        | TB Sheets                     | 9:39      |           |           |           |           |           |           |           |
| 6.        | Who Drove The Red Sports Car? | 5:22      |           |           |           |           |           |           |           |
| 7.        | Ro Ro Rosey                   | 3:05      |           |           |           |           |           |           |           |
| 8.        | Brown Eyed Girl               | 3:01      |           |           |           |           |           |           |           |
| 42:50     |                               |           |           |           |           |           |           |           |           |

## Personnel
- Van Morrison - Chant, guitare, harmonica sur TB Sheets
- Hugh McCracken - guitare solo
- Eric Gale- guitare rythmique
- Al Gorgoni - guitare rythmique
- Bob Bushnell - basse
- Russell Savakas - basse
- Artie Butler - orgue Hammond sur TB Sheets, piano
- Paul Griffin - orgue, piano
- Herbie Lovelle - batterie
- Gary Chester - batterie
- George Devins - percussions, vibraphone
- Artie Kaplan - flûte, saxophone
- Seldon Powell - flûte, saxophone
- Jeff Barry - tambourin, chœurs
- The Sweet Inspirations - chœurs sur Brown Eyed Girl
- Bert Berns - production
- Arthur Brooks - ingénieur, chœurs